# 朱奎 (明朝)
朱奎（1522年—？），字季文，江西南昌府南昌縣人，匠籍，明朝政治人物。

## 生平
嘉靖二十五年（1546年）丙午科江西鄉試第八十二名舉人。嘉靖三十八年（1559年）中式己未科會試第五十二名，二甲第八名進士。嘉靖四十四年（1565年）接替任福建建宁府知府一职。隆慶二年（1568年）正月升雲南按察司副使，四年九月升辽东苑马寺卿兼山东按察司佥事，萬曆二年（1574年）正月升广西右参政，遷福建按察使，六年正月升福建右布政使，六年十一月致仕。

## 家族
曾祖朱邦彥；祖父朱質；父朱㠏。前母曾氏；母吳氏。永感下。